# Generalna Konferencja Kościoła Adwentystów Dnia Siódmego
Generalna Konferencja – najwyższy organ zarządzający Kościołem Adwentystów Dnia Siódmego na zasadach demokratycznych. Stanowi połączenie wszystkich wydziałów Kościoła. Koordynuje jego działaniami w obszarze przywództwa oraz kształtuje jego kierunek doktrynalny. Została utworzona w 1863 r.
Siedzibą Generalnej Konferencji jest miasto Silver Spring w stanie Maryland w Stanach Zjednoczonych.
Generalna Konferencja, nadzorowana przez komitet wykonawczy i wybranego Przewodniczącego Generalnej Konferencji, jest administracyjną głową Globalnego Kościoła Adwentystów Dnia Siódmego. Denominacja ta jest zorganizowana w przedstawicielskiej formie samorządu kościelnego, co oznacza, że władza wynika z przynależności do lokalnych Kościołów. Oprócz administrowania własnymi zborami, Kościoły wysyłają przedstawicieli do głosowania w sprawach i liderów we wspólnej lokalnej jednostce administracyjnej. Głosują również nad tym, kto będzie ich reprezentował na dużym obszarze, przy czym dalsza reprezentacja będzie wybierana w każdym kolejno powiększanym regionie administracyjnym. Wreszcie, Generalna Konferencja wybiera komitet wykonawczy i urzędników, którzy sprawują władzę pomiędzy decyzjami podejmowanymi w trakcie pięcioletniej kadencji Generalnej Konferencji.

## Główne jednostki administracyjne
Na organizację Kościoła Adwentystów Dnia Siódmego składają się cztery jednostki administracyjne. Są one współzależne, a jednocześnie posiadają pewne szczególne uprawnienia i składają się z konkretnych okręgów wyborczych.
1. Miejscowy kościół i jego członkowie.
2. Lokalna Konferencja (Diecezja) składająca się z wielu kościołów na obszarze takim jak państwo, prowincja lub terytorium.
3. Konferencja Związkowa/ Misja Związkowa (Unia Diecezji/Unia Misyjna) składająca się z Konferencji i pól na większym obszarze geograficznym.
4. Generalna Konferencja zarządzająca ogólnoświatowym kierownictwem Kościoła Adwentystów Dnia Siódmego. Generalna Konferencja składa się z 13 regionalnych sekcji administracyjnych, zwanych Wydziałami.

| Nazwa Wydziału                                    | Siedziba Wydziału          |
| ------------------------------------------------- | -------------------------- |
| Wydział wschodnio-środkowoafrykański              | Nairobi, Kenia             |
| Wydział euroazjatycki                             | Moskwa, Rosja              |
| Wydział Interamerykański                          | Miami, Floryda (USA)       |
| Wydział Intereuropejski                           | Berno, Szwajcaria          |
| Wydział północnoamerykański                       | Columbia, Maryland (USA)   |
| Wydział północnoazjatycko-pacyficzny              | Goyang, Korea Południowa   |
| Wydział południowoafrykański i Oceanu Indyjskiego | Pretoria, RPA              |
| Wydział południowoamerykański                     | Brasilia, Brazylia         |
| Wydział południowopacyficzny                      | Wahroonga, Australia       |
| Wydział południowoazjatycki                       | Hosur, Indie               |
| Wydział południowoazjatycko-pacyficzny            | Silang, Filipiny           |
| Wydział transeuropejski                           | St. Alban, Wielka Brytania |
| Wydział zachodnio-środkowoafrykański              | Abidżan, WKS               |

| Unie/Pola będące w bezpośredniej jurysdykcji Generalnej Konferencji | Siedziba           |
| ------------------------------------------------------------------- | ------------------ |
| Unia bliskowschodnia i Afryki Północnej                             | Bejrut, Liban      |
| Pole Izraelskie                                                     | Jerozolima, Izrael |

## Urzędnicy
Lista Przewodniczących światowej społeczności Kościoła Adwentystów Dnia Siódmego
| –   | Okres urzędowania       | Imię i Nazwisko           | Narodowość        |
| --- | ----------------------- | ------------------------- | ----------------- |
| 1.  | 20.03.1863 – 17.05.1865 | John Byington             | Stany Zjednoczone |
| 2.  | 17.05.1865 – 14.05.1867 | James Springer White      | Stany Zjednoczone |
| 3.  | 1867 – 1869             | John Nevins Andrews       | Stany Zjednoczone |
| 4.  | 1869 – 1871             | James Springer White      | Stany Zjednoczone |
| 5.  | 1871 – 1874             | George Ide Butler         | Stany Zjednoczone |
| 6.  | 1874 – 1880             | James Springer White      | Stany Zjednoczone |
| 7.  | 1880 – 1888             | George Ide Butler         | Stany Zjednoczone |
| 8.  | 1888 – 1897             | Ole Andres Olsen          | Norwegia          |
| 9.  | 1897 – 1901             | George A. Irwin           | Stany Zjednoczone |
| 10. | 1901 – 1922             | Arthur Grosvenor Daniells | Stany Zjednoczone |
| 11. | 1922 – 1930             | William A. Spicer         | Stany Zjednoczone |
| 12. | 1930 – 1936             | Charles H. Watson         | Australia         |
| 13. | 1936 – 1950             | James Lamar McElhany      | Stany Zjednoczone |
| 14. | 1950 – 1954             | William Henry Branson     | Stany Zjednoczone |
| 15. | 1954 – 1966             | Reuben Richard Figuhr     | Stany Zjednoczone |
| 16. | 1966 – 1979             | Robert H. Pierson         | Stany Zjednoczone |
| 17. | 03.01.1979 – 06.07.1990 | Neal C. Wilson            | Stany Zjednoczone |
| 18. | 06.06.1990 – 01.03.1999 | Robert S. Folkenberg      | Portoryko         |
| 19. | 01.03.1999 – 23.06.2010 | Jan Paulsen               | Norwegia          |
| 20. | 23.06.2010 – nadal      | Ted N.C. Wilson           | Stany Zjednoczone |

## Posiedzenia

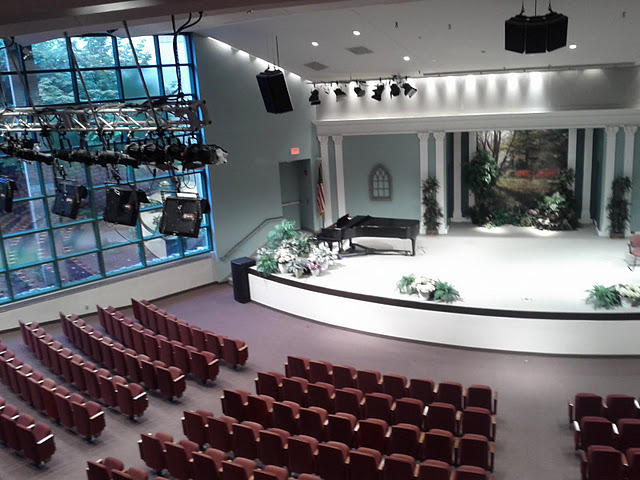
Wnętrze Audytorium mieszczącego się w budynku Generalnej Konferencji

Generalna Konferencja organizuje trzy typy spotkań, na których spotykają się przywódcy Kościoła z całego świata, aby omówić kwestie finansowe i administracyjne Kościoła. Podczas gdy dwa spotkania odbywają się co roku, zwykle w siedzibie głównej w Silver Spring w Maryland, trzecie odbywa się co pięć lat w wybranym mieście.
Zjazdy te dzielą się na:
- Wiosenne spotkania Generalnej Konferencji odbywające się w kwietniu każdego roku.

- Coroczne posiedzenie Rady Kościoła Adwentystów Dnia Siódmego odbywające się w październiku każdego roku.

- Sesje Generalnej Konferencji odbywającą się co pięć lat w wybranym mieście.